# Amphilemuridae
- Commons
- Wikispecies

Os Anfilemurídeos (Amphilemuridae) eram uma família de pequenos mamíferos pré-históricos da ordem dos Erinaceomorpha, parentes dos atuais ouriços.

## Taxonomia
Família †Amphilemuridae Hill, 1953
- Subfamília †Placentidentinae D. E. Russell et al., 1973
  - Gênero †Placentidens Russell e Savage 1973
    - †Placentidens lotus Russell e Savage 1973
- Subfamília †Amphilemurinae Hill, 1953
  - Gênero †Macrocranion Weitzel, 1949
    - †Macrocranion junnei Smith, Bloch, Strait e Gingerich, 2002 - Eoceno Inferior, Wasatchiano, EUA
    - †Macrocranion nitens (Matthew, 1918) - Eoceno Inferior, Wasatchiano, EUA
    - †Macrocranion robinsoni Krishtalka e Setoguchi, 1977 - Eoceno Médio, Uintano, EUA
    - †Macrocranion vandebroeki (Quinet, 1964) - Eoceno Inferior, Dormaal, Bélgica
    - †Macrocranion germonpreae Smith, 1997 - Eoceno Inferior, Dormaal, Bélgica
    - †Macrocranion tenerum (Tobien, 1962) - Eoceo Médio
    - †Macrocranion tupaiodon Weitzel, 1949 - Eoceno Médio, Messel, Alemanha
    - †Macrocranion huerzeleri Maitre, Escarguel e Sigé, 2006
    - †Macrocranion storchi Maitre, Escarguel e Sigé, 2006
    - †Macrocranion sudrei Maitre, Escarguel e Sigé, 2006

  - Gênero †Amphilemur Heller 1935
    - †Amphilemur eocaenicus Heller, 1935
    - †Amphilemur peyeri (Hürzeler, 1946)
    - †Amphilemur oltinus Maitre, Escarguel e Sigé, 2006

  - Gênero †Pholidocercus von Koenigswald e Storch 1983
    - †Pholidocercus hassiacus von Koenigswald e Storch, 1983

  - Gênero †Gesneropithex Hürzeler 1946
    - †Gesneropithex figularis Hürzeler, 1946
    - †Gesneropithex grisollensis Norris e Harrison, 1998

  - Gênero †Alsaticopithecus Hürzeler 1947
    - †Alsaticopithecus leemani Hürzeler 1947

  - Gênero †Echinolestes Maitre, Escarguel e Sigé, 2006
    - †Echinolestes quercyi Maitre, Escarguel e Sigé, 2006